# St. Croix Falls (condado de Polk, Wisconsin)
St. Croix Falls es un pueblo ubicado en el condado de Polk en el estado estadounidense de Wisconsin. En el Censo de 2010 tenía una población de 1.165 habitantes y una densidad poblacional de 14,81 personas por km².

## Geografía
St. Croix Falls se encuentra ubicado en las coordenadas 45°26′8″N 92°34′58″O / 45.43556, -92.58278. Según la Oficina del Censo de los Estados Unidos, St. Croix Falls tiene una superficie total de 78.65 km², de la cual 76.07 km² corresponden a tierra firme y (3.28%) 2.58 km² es agua.

## Demografía
Según el censo de 2010, había 1.165 personas residiendo en St. Croix Falls. La densidad de población era de 14,81 hab./km². De los 1.165 habitantes, St. Croix Falls estaba compuesto por el 97.94% blancos, el 0% eran afroamericanos, el 0.34% eran amerindios, el 0.69% eran asiáticos, el 0% eran isleños del Pacífico, el 0.6% eran de otras razas y el 0.43% pertenecían a dos o más razas. Del total de la población el 1.12% eran hispanos o latinos de cualquier raza.